# Backlash (2001)
Backlash (2001) — третье по счёту шоу Backlash, PPV-шоу производства американского рестлинг-промоушна World Wrestling Federation (WWF, ныне WWE). Шоу прошло 29 апреля 2001 года на «Олстейт-арена» в Розмонте, Иллинойс, США. На шоу было запланировано семь матчей по рестлингу. Концепция шоу была основана на последствиях от шоу WrestleMania X-Seven.
Главным событием стал командный матч «победитель получает всё», в котором чемпион WWF Стив Остин и его союзник по команде «Власть двух людей», интерконтинентальный чемпион Трипл Эйч, выступили против командных чемпионов WWF «Братья разрушения» (Гробовщик и Кейн). Условия были таковы: если Остин и Трипл Эйч победят, они станут новыми командными чемпионами. Если победят Гробовщик и Кейн, то титулы чемпиона WWF и интерконтинентального чемпиона будут присуждены им в зависимости от того, кто совершит победное удержание. «Власть двух людей» выиграла матч после того, как Трипл Эйч ударил Кейна кувалдой, тем самым получив титул командных чемпионов и сохранив свои собственные титулы.

## Результаты
| №                                                                     | Матч | Тип матча                                                                                            | Время |
| --------------------------------------------------------------------- | --- | --- | ----- |
| 1H                                                                    | Джерри Линн победил Крэша Холли (c) | Одиночный матч за титул чемпиона WWF в полутяжёлом весе                                              | 3:37  |
| 2H                                                                    | Лита победила Молли Холли | Одиночный матч                                                                                       | 2:40  |
| 3                                                                     | «Икс-фактор» (Икс-пак, Джастин Кредибл и Альберт) победил «Братьев Дадли» (Бубба Рэй, Ди-Вон и Спайк)                                                                                              | Командный матч шести человек                                                                         | 8:00  |
| 4                                                                     | Райно (с) победил Ворона | Хардкорный матч за титул хардкорного чемпиона WWF                                                    | 8:11  |
| 5                                                                     | Уильям Ригал победил Криса Джерико | Матч по правилам Герцогини Куинсбери                                                                 | 12:34 |
| 6                                                                     | Крис Бенуа победил Курта Энгла со счетом 4:3 из-за мгновенной смерти в овертайме | 30-минутный матч «Последнее подчинение»                                                              | 31:33 |
| 7                                                                     | Шейн Макмэн победил Биг Шоу | Матч «Последний живой»                                                                               | 11:55 |
| 8                                                                     | Мэтт Харди (с) победил Кристиана и Эдди Герреро | Матч «Тройная угроза» за титул чемпиона Европы WWE                                                   | 6:37  |
| 9                                                                     | «Власть двух людей» (Стив Остин (чемпион WWF) и Трипл Эйч (интерконтинентальный чемпион WWF) (со Стефани Макмэн-Хелмсли) победили «Братьев разрушения» (Кейн и Гробовщик) (командные чемпионы WWF) | Командный матч за титулы чемпиона WWF, интерконтинентального чемпиона WWF, командное чемпионство WWF | 25:02 |
| H — матч на Sunday Night Heat (с) — означает чемпиона на начало матча | | |       |